# イオンモール仙台上杉
イオンモール仙台上杉（イオンモールせんだいかみすぎ）は、宮城県仙台市青葉区に開業予定のショッピングモール。2025年10月8日に開業予定。

## 概要
2017年（平成29年）4月まで使用された東北大学雨宮キャンパスの跡地内の南東側に位置しており、JR仙山線・仙台市地下鉄南北線の北仙台駅より直線距離で南南東に約550m、仙台市地下鉄南北線の北四番丁駅から北東に約400m離れている。仙台市の中心駅である仙台駅からは北へ約2kmの位置。東側には愛宕上杉通が通っており、主要地方道である県道22号仙台泉線にも近い。
東北大学雨宮キャンパス内の機能が東北大学青葉山キャンパスへと移転し、その跡地が一般競争入札によりイオンモール株式会社に売却されて開発が始まった。同敷地内にはイオンモールのほか仙台厚生病院が移転新築し開業したほか、野村不動産と住友不動産による分譲マンションが開発されている。
地上4階の店舗棟と地上6階の立体駐車場棟で構成され、延べ床面積は約7万5,000m2となり、仙台市中心部の商業施設としては最大規模となる。
旧雨宮キャンパスの歴史や文化を継承することを目指し、守衛室の復元や記念碑の整備も一体となって行うこととしており、キャンパス前にシダレザクラがあったことや、付近が「桜川」と呼ばれていたことなどを踏まえ、シダレザクラの植樹などの環境整備を行う方針。

## 沿革

### 出店に至るまでの経緯

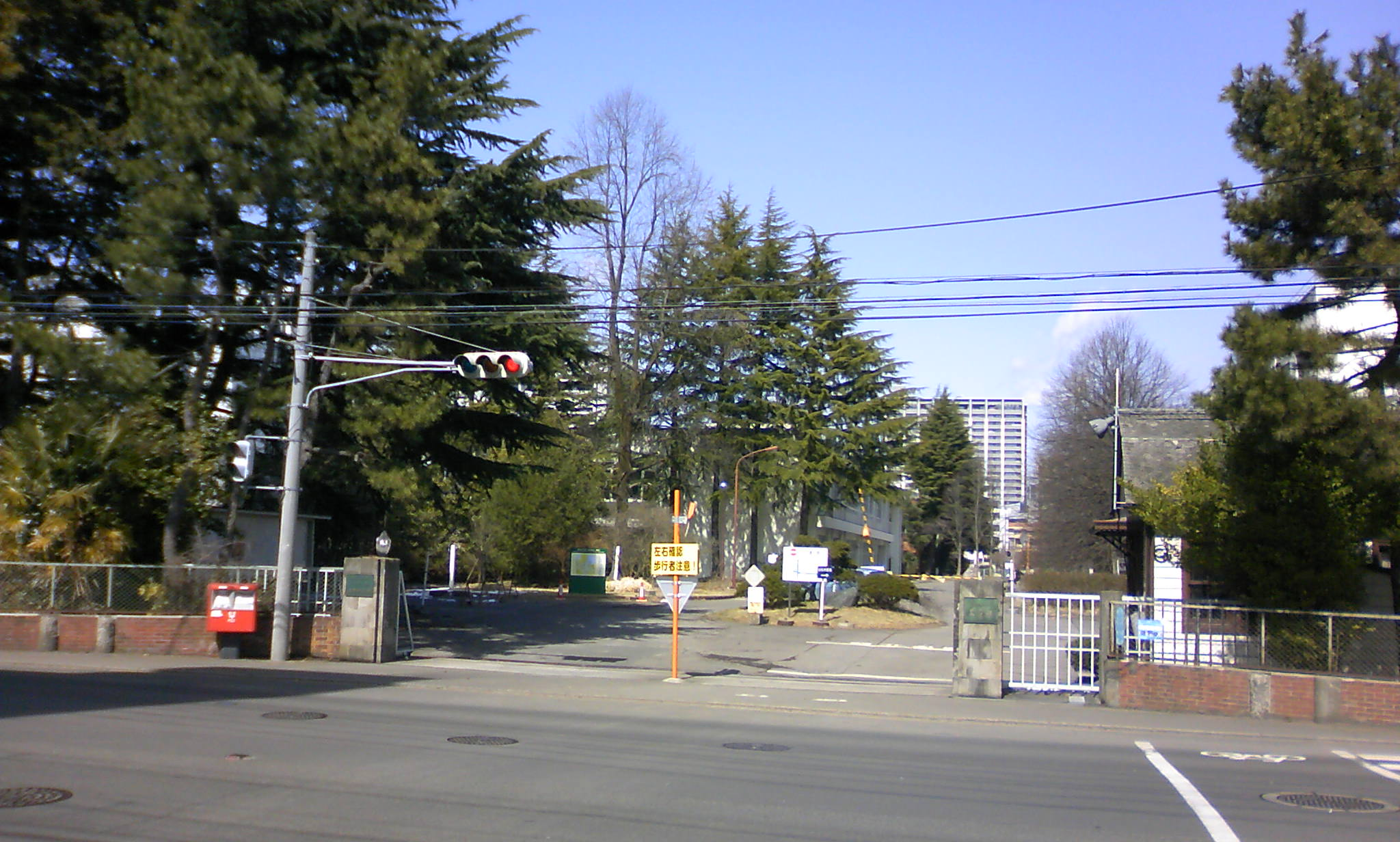
旧雨宮キャンパス正門前

当地は1925年（大正14年）に市街地外縁部に旧制第二高等学校用地として整備され、1947年（昭和22年）からは東北大学雨宮キャンパス用地として利用され始めた。また、周辺には宮城教育大学附属小学校・中学校、仙台市立上杉山中学校が立地しており、当地区は文教エリアとして学都仙台の一翼を担ってきた。
1992年（平成4年）より、東北大学片平キャンパスや雨宮キャンパスなどを青葉山の県有地へと移転する新キャンパス構想が持ち上がり、2017年（平成29年）に雨宮キャンパス農学部・農学研究科が移転完了し、雨宮キャンパスはその役目を終えた。
雨宮キャンパスは仙台市都心部周辺の市街地に位置しており、9.3haの広大な土地を擁していることから、キャンパス移転跡地の開発は仙台市全体のまちづくりに大きく影響すると考えられた。そのため、2006年（平成18年）度に仙台商工会議所に「東北大学雨宮キャンパス跡地に関するまちづくり検討委員会」が設立、東北大学・仙台市・宮城県・学識経験者などが参加し協議を重ね、跡地利用に関しての方向性が検討され始めた。そこでは、都心機能や居住関連機能を導入し、敷地全体を一体的に開発する方針が示され、いくつかの開発案が提示された。
しかし、その後立地想定施設の他所への移転が確定したほか、東日本大震災により市街地防災性能が再考されたことにより、再度「東北大学キャンパス移転まちづくり会議」が仙台商工会議所に設立され、東北大学・仙台市・学識経験者などが参加し検討が行われることになった。土地利用の方針としては、以上のコンセプトを元に医療・福祉・健康増進機能、商業・生活利便機能、まちなか居住機能、公的貢献機能、オープンスペース・区画街路の導入が望まれるとし、複合市街地の形成を目指すべきだとした。検討委員会で示されたまちづくりのコンセプトは以下の通り。
| 「                                                                                  | 「杜の都」の“まちなか暮らし”を先導するスマートタウン ～都心周辺部の付加価値を高め、次代の市街地モデルとなるシンボルプロジェクト～ | 」 |
| —東北大学キャンパス移転まちづくり会議（雨宮キャンパス移転まちづくり検討報告書より） | |    |

2014年（平成26年）1月31日には、雨宮キャンパス跡地は一般競争入札によりイオンモール株式会社に売却されることが発表された。落札額は220億1,000万円で、イオンモールを含めた7社が落札に参加した。東北大学が売却条件として挙げたのは、先述した「東北大学キャンパス移転まちづくり会議」によって作成された報告書に基づいた土地利用を行うことで、商業や居住、医療が一体となった土地利用が絶対条件であった。イオンモール株式会社は、土地を商業施設・病院施設・住宅施設を配置するために大きく3つに区分して開発する方針を示し、2016年（平成28年）2月3日に一般財団法人厚生会（仙台厚生病院）と共同で医療・福祉施設の設置について検討を進めることを発表した。
2018年12月に東北大学からイオンモール株式会社へ土地が引き渡され、2021年（令和3年）2月8日に土地の造成を開始。この時点で、野村不動産の分譲マンションは完成し、住友不動産の分譲マンションは建設中であった。
2024年（令和6年）2月7日にはイオンモール株式会社より「（仮称）イオンモール仙台雨宮」として開発計画が発表され、計画の概要が公開された。また、同年春には建設工事に着工し、2025年（令和7年）秋の開業を目指すとの方針も発表された。
2024年10月21日にはモールの正式名称を「イオンモール仙台上杉」に決定したと発表された。

## テナント
核店舗のイオンスタイル仙台上杉と、サブ核店舗のユニクロ、無印良品、コジマ×ビックカメラなど約140の専門店で構成される。

## アクセス
鉄道
- 仙台市地下鉄南北線北四番丁駅・北出口1から徒歩8分[1]
- 仙台市地下鉄南北線・JR仙山線北仙台駅から徒歩15分[1]

バス
- 宮城交通
  - 「イオンモール仙台上杉・厚生病院」停留所から徒歩1分
  - 「上杉六丁目」停留所から徒歩1分
  - 「青葉消防署前」停留所から徒歩5分
- 仙台市営バス
  - 「上杉二丁目」停留所から徒歩1分
  - 「堤通雨宮町」停留所から徒歩7分